# Opperkwartiermeester
Een opperkwartiermeester is een hoge militaire functie binnen sommige strijdkrachten. De opperkwartiermeester is verantwoordelijk voor de logistiek van de militaire eenheden: de aanvoer van voorraden, rantsoenen, munitie en het vervoer van gewonden en krijgsgevangenen. Hij regelt ook de bewegingen van bevoorradingstreinen en de plaatsing van bouwvoorzieningen.
De opperkwartiermeester van de Wehrmacht was tijdens de Tweede Wereldoorlog verantwoordelijk voor de logistiek van de militaire eenheden. Tijdens het Duitse Keizerrijk was de opperkwartiermeester (Oberquartiermeister) een generaal die de chef van de Generale staf zo nodig verving. Na 1888 had Duitsland drie, later vier, opperkwartiermeesters waarvan de oudste in rang na 1896 de Generaalkwartiermeester (Generalquartiermeister) was.